# Матильда (герцогиня Гелдернская)
Матильда, Мехтильда (нидерл. Mechteld van Gelre; фр. Mathilde de Gueldre; ок. 1325 — 21 сентября 1384) — герцогиня Гелдерна и графиня Цютфена в 1371—1379 годах. Вторая дочь Райнальда II и его жены Софии Берту, дамы де Малин.
Первым браком (в 1336 году) Матильда была замужем за Годфридом фон Гейнсберг (ум. 1347), сыном Тьерри фон Гейнсберга, графа Лооза и Шини.
Овдовев, Матильда вышла замуж за клевского графа Иоганна (ум. 1368).
Третьим её мужем стал Жан II де Шатильон, граф Блуа (ум. 1381). Ни в одном из этих браков детей не было.
В 1371 году после смерти своих братьев Эдуарда и Райнальда III Матильда стала герцогиней Гелдерна и графиней Цютфена. Однако её сестра Мария вместе со своим мужем Вильгельмом VI Юлихским предъявили свои претензии на эти владения.
Война за гелдернское наследство продолжалась 8 лет и закончилась поражением Матильды. Она была вынуждена отречься от Гелдерна и Цютфена в пользу сестры.